# جاك غريفو
جاك ديفيس غريفو (بالإنجليزية: Jack Davis Griffo)‏، هو ممثل أمريكي، ولد في 11 ديسمبر 1996 في أورلاندو في فلوريدا. اشتهر بدوره ماكس ثاندرمان في مسلسل نيكلوديون عائلة ثندرمان (2013-2018).

## روابط خارجية
- جاك غريفو على موقع IMDb (الإنجليزية)
- جاك غريفو على موقع ميتاكريتيك (الإنجليزية)
- جاك غريفو على موقع روتن توميتوز (الإنجليزية)
- جاك غريفو على موقع قاعدة بيانات الأفلام العربية
- جاك غريفو على موقع ألو سيني (الفرنسية)
- جاك غريفو على موقع ميوزك برينز (الإنجليزية)
- جاك غريفو على موقع تيرنر كلاسيك موفيز (الإنجليزية)
- جاك غريفو على موقع أول موفي (الإنجليزية)
- جاك غريفو على موقع قاعدة بيانات الفيلم (الإنجليزية)
- جاك غريفو على موقع كينوبويسك (الروسية)